# Prolin
Prolin (også Pro eller P) er en α-aminosyre, der benyttes i biosyntesen af proteiner. Prolin er en cyklisk aminosyre, dens sidekæde er en 4-C-kæde som er kovalent bundet til aminogruppen. Prolin er derfor en sekundær amin, i modsætning til de andre aminosyrer som alle er primære aminer. Når prolin sidder i en peptidkæde har dens rest ingen amidproton, hvilket betyder at den ikke kan danne hydrogenbindinger.
Prolin syntetiseres fra glutaminsyre ved hjælp af de to enzymer gamma-glutamylkinase og pyrrolidin-5-carboxylatreduktase.